# Religion au Kenya
Les principales religions au Kenya (près de 48 millions d'habitants en 2019, diasporas non comprises) sont le christianisme (80..85 %) (Église catholique et protestantisme) et l’islam (10..11 %), dans les années 2020.

## Christianisme: 80..85%
Selon les estimations de 2019 :
- Protestantisme : 33..35 %
- Évangélisme : 20..21 %
- Catholicisme : 20..21 %
- Églises d'institution africaine : 7 %
- Autres christianismes : 4..5 % 
  - Orthodoxie (200 000)
  - Église de Jésus-Christ des saints des derniers jours (mormonisme)

### Catholicisme

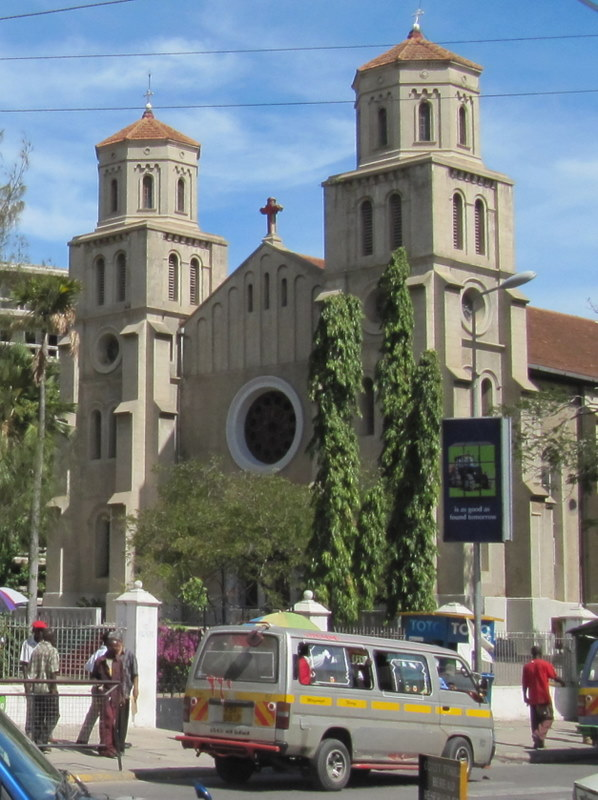
Cathédrale de Mombasa.

L'Église catholique au Kenya compte 13 millions de baptisés.

### Christianisme évangélique
La Convention baptiste du Kenya, fondée en 1971 , compterait en 2015 3 252 églises et 600 000 membres .

## Islam: 10..11%
L’islam au Kenya compte 4,3 millions de personnes.

## Spiritualités minoritaires
- Religions traditionnelles africaines (1..10 %)
- Bahaïsme au Kenya (en) (429 000 en 2005)
- Hindouisme au Kenya (en) (0,13 %)
- Judaïsme (<900), Histoire des Juifs au Kenya (en)
- Bouddhisme au Kenya (probablement <1000)
- Mumboisme (en), nouveau mouvement religieux
- Jehovah Wanyonyi (en) (1924-2015), dieu auto-proclamé

## Irreligion
- Atheists In Kenya Society (en) (2016)
- Irreligion au Kenya (en) (1,6 %)

## Recensement
D'après le recensement de 2009, la répartition globale des religions au Kenya est la suivante :
| Religion (2019)    | Pourcentage de la population |
| ------------------ | ---------------------------- |
| Anglicanisme       | 35%                          |
| Presbytérianisme   | 25%                          |
| Autres Protestants | 20%                          |
| Catholicisme       | 15%                          |
| Islam              | 5%                           |

La situation évolue assez rapidement, selon le recensement de 2019.